# 12210 Prykull
12210 Prykull eller 1981 EA42 är en asteroid i huvudbältet som upptäcktes den 2 mars 1981 av den amerikanska astronomen Schelte J. Bus vid Siding Spring-observatoriet. Den är uppkallad efter Cory J. Prykull.